# Municipio de Loyalsock
El municipio de Loyalsock  (en inglés: Loyalsock Township) es un municipio ubicado en el condado de Lycoming en el estado estadounidense de Pensilvania. En el año 2000 tenía una población de 10.876 habitantes y una densidad poblacional de 199.9 personas por km².

## Geografía
El municipio de Loyalsock se encuentra ubicado en las coordenadas 41°14′59″N 76°57′59″O / 41.24972, -76.96639.

## Demografía
Según la Oficina del Censo en 2000 los ingresos medios por hogar en la localidad eran de $36,806 y los ingresos medios por familia eran $47,952. Los hombres tenían unos ingresos medios de $39,623 frente a los $24,684 para las mujeres. La renta per cápita para la localidad era de $23,480. Alrededor del 8,7% de la población estaban por debajo del umbral de pobreza.